# 567 (číslo)
Pět set šedesát sedm je přirozené číslo. Následuje po čísle pět set šedesát šest a předchází číslu pět set šedesát osm. Římskými číslicemi se zapisuje DLXVII a řeckými číslicemi φξζ.

## Matematika
567 je:
- Deficientní číslo
- Složené číslo
- Nešťastné číslo

## Astronomie
- (567) Eleutheria je planetka hlavního pásu, kterou objevil v roce 1905 Paul Götz

## Roky
- 567
- 567 př. n. l.